# Allecula jannsoni
Allecula jannsoni – gatunek chrząszcza z rodziny czarnuchowatych i podrodziny cisawkowatych.

## Taksonomia
Gatunek został opisany w 2011 roku przez Vladimíra Nováka i współpracowników na podstawie 15 okazów odłowionych w latach 2009-2010.

## Opis
Ciało wydłużone, długości od 7,27 do 8,14 mm, najszersze koło ⅔ długości pokryw, od jasnobrązowego do czarnego, nieco błyszczące, jasnobrązowo i gęsto oszczecinione. Czułki, golenie i stopy ciemne. Trzeci człon czułków ponad dwukrotnie krótszy niż czwarty. Czwarty człon wyraźnie ponad 2,5 raza dłuższy niż trzeci. Przedplecze rudobrązowe z czarną kropką, węższe niż u A. turcica, jego tylne i przednie kąty zaokrąglone. Tarczka pięciokątna, u nasady brązowa, u wierzchołka rudobrązowa. Pokrywy głównie ochrowożółte, ich międzyrzędy bardziej spłaszczone niż u A. turcica. Edeagus stosunkowo krótki, mikrogranulowany, jego część wierzchołkowa krótka, w widoku grzbietowym i bocznym wąsko trójkątna, w widoku bocznym z delikatnie zaokrąglonym wierzchołkiem.

## Występowanie
Znany wyłącznie z Turcji.